# Casa de jengibre

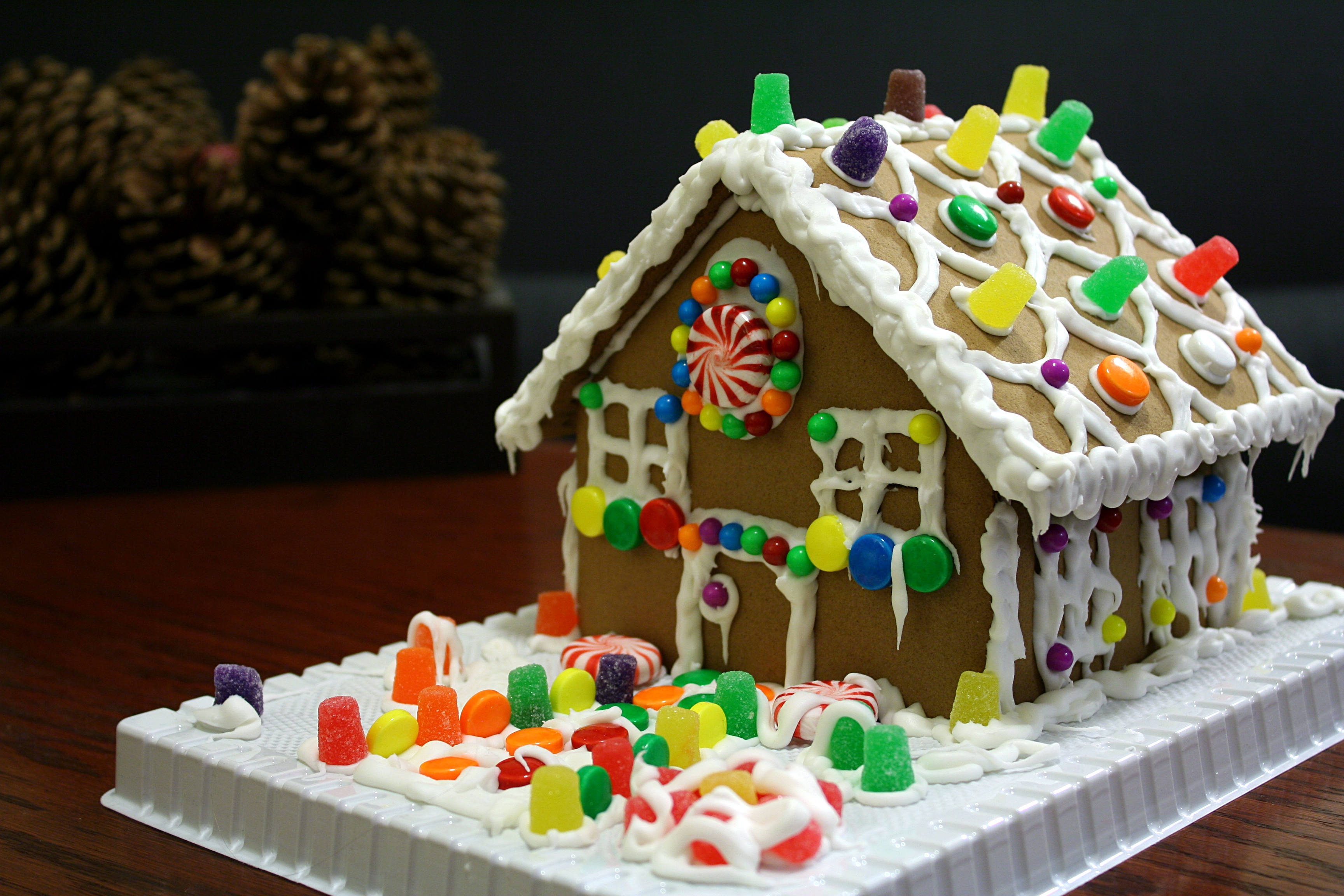
Casa de jengibre

Una casa de jengibre es un pastel hecho principalmente de pan de jengibre, moldeado en forma de casas, figuras comestibles u otras decoraciones, normalmente cubiertas con una variedad de caramelos y glaseados. Son decoraciones muy populares en Navidad, a menudo construidas por los niños con ayuda de sus padres.

## Historia

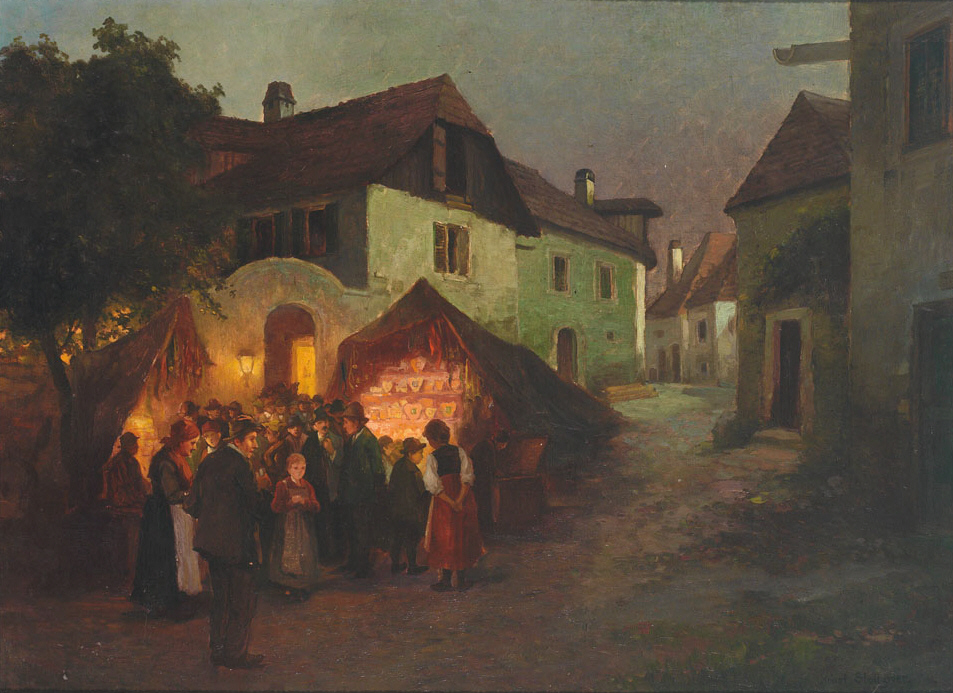
Pintura mostrando la venta de pan de jengibre en la feria.

El origen de tortas o panes con miel se remonta a la Antigua Roma, aunque, por otra parte, los historiadores indican que el jengibre ha sido usado para condimentar comidas y bebidas desde la antigüedad. Se cree que el pan de jengibre fue introducido en Europa a finales del siglo XI, cuando los cruzados lo trajeron consigo desde el Oriente Medio. El jengibre no sólo agregaba sabor, sino que tenía propiedades que ayudaban a preservar el pan. Según cuenta una leyenda francesa, el pan de jengibre fue traído a Europa en el año 992 por el monje armenio Gregory de Nicopolis. Nicopolis vivió durante siete años hasta su fallecimiento en el 999 en Bondaroy, Francia, cerca de la ciudad de Pithiviers, donde enseñó a cocinar pan de jengibre a los sacerdotes y otros cristianos.
Una leyenda cristiana de la Edad Media, contada en el Evangelio de Mateo, indica que además del oro, el incienso y la mirra, ofrendados por los Reyes Magos al niño Jesús, el jengibre era uno de los regalos llevados por otro rey mago que no pudo completar el viaje a Belén.
El origen de las figuritas de pan de jengibre se remonta al siglo XV. El primer caso documentado de galletas de pan de jengibre en su forma actual corresponde a la corte de Isabel I de Inglaterra.
Núremberg fue reconocida como la «capital mundial del pan de jengibre» cuando hacia el 1600 maestros panaderos y trabajadores especializados comenzaron a  crear elaboradas figuras con pan de jengibre. Los cocineros medievales utilizaban moldes tallados en madera para crear sus diseños. Durante el siglo XIII, la costumbre se diseminó por Europa. Emigrantes alemanes llevaron la práctica a Suecia en el siglo XIII; existen registros de monjas suecas en la abadía de Vadstena, preparando pan de jengibre en 1444 para aliviar la indigestión. El edulcorante tradicional es la miel, que era el ingrediente que utilizaban los reposteros de Núremberg. Las especias que se utilizan son jengibre, canela, clavo de olor, nuez moscada y cardamomo.
La elaboración de figuras de pan de jengibre se remontan al siglo XV, siendo una práctica muy difundida a partir del siglo XVI. El primer registro de bizcochos de pan de jengibre con forma de figuras humanas proviene de la corte de Isabel I de Inglaterra: ella mandó preparar figuras que se asemejaran a algunos de sus huéspedes más importantes.

## Comienzos de la tradición de dar forma al pan de jengibre

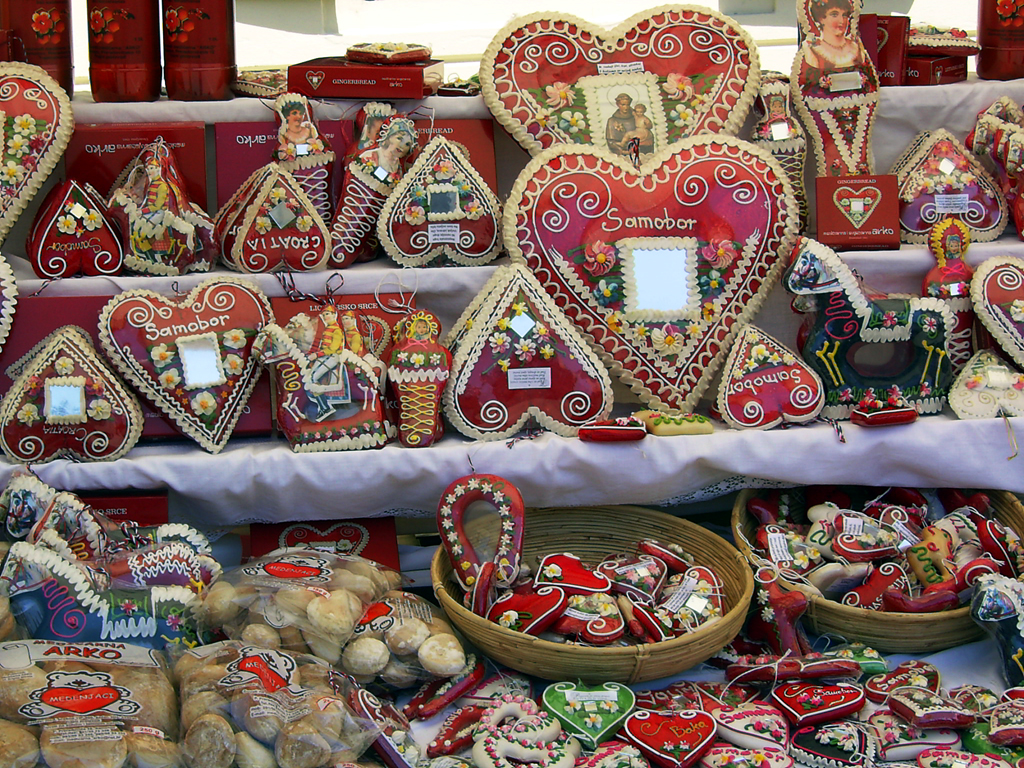
Corazones de jengibre decorados con espejos.

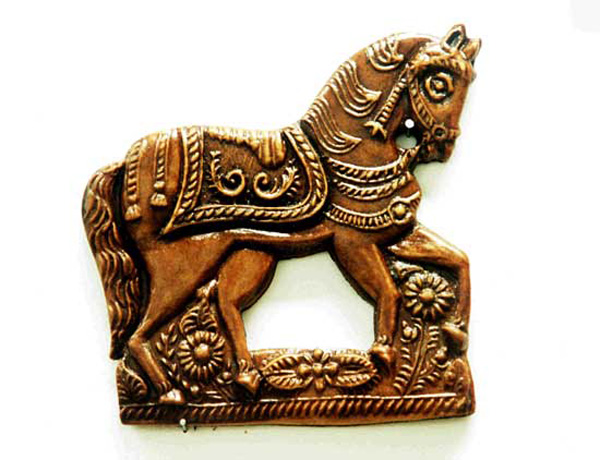
Galleta de jengibre en forma de caballo.

En muchos países europeos, los panaderos que horneaban pan de jengibre eran panaderos especializados. El horneado de pan de jengibre se convirtió en una profesión. En Europa los panes de jengibre se vendían en tiendas especiales y en los mercados de temporada que vendían dulces y pan de jengibre con forma de corazones, estrellas, soldados, bebés, jinetes, trompetas, espadas, pistolas y animales. El pan de jengibre era vendido especialmente en los alrededores de las iglesias los domingos. Era costumbre hornear galletas y pintarlas para decorar ventanas. Los panes de jengibre también a menudo fueron decorados usando colores, y también con hojas doradas. El pan de jengibre también fue usado como un talismán de batalla y como protección contra espíritus malignos.
La tradición de hacer casas de pan de jengibre decoradas comenzó en Alemania a principios del siglo XIX. Según algunos investigadores, las primeras casas de pan de jengibre fueron inspiradas por el famoso cuento de hadas «Hansel y Gretel», en el que los dos niños abandonados en el bosque encontraron una casa comestible hecha de pan con adornos de azúcar. Después de que este libro fuera publicado, los panaderos alemanes comenzaron a hornear pasteles basándose en la casa descrita en el cuento. Estos pasteles eran especialmente populares durante la Navidad, tradición que luego llegaría a América.

## Actualidad

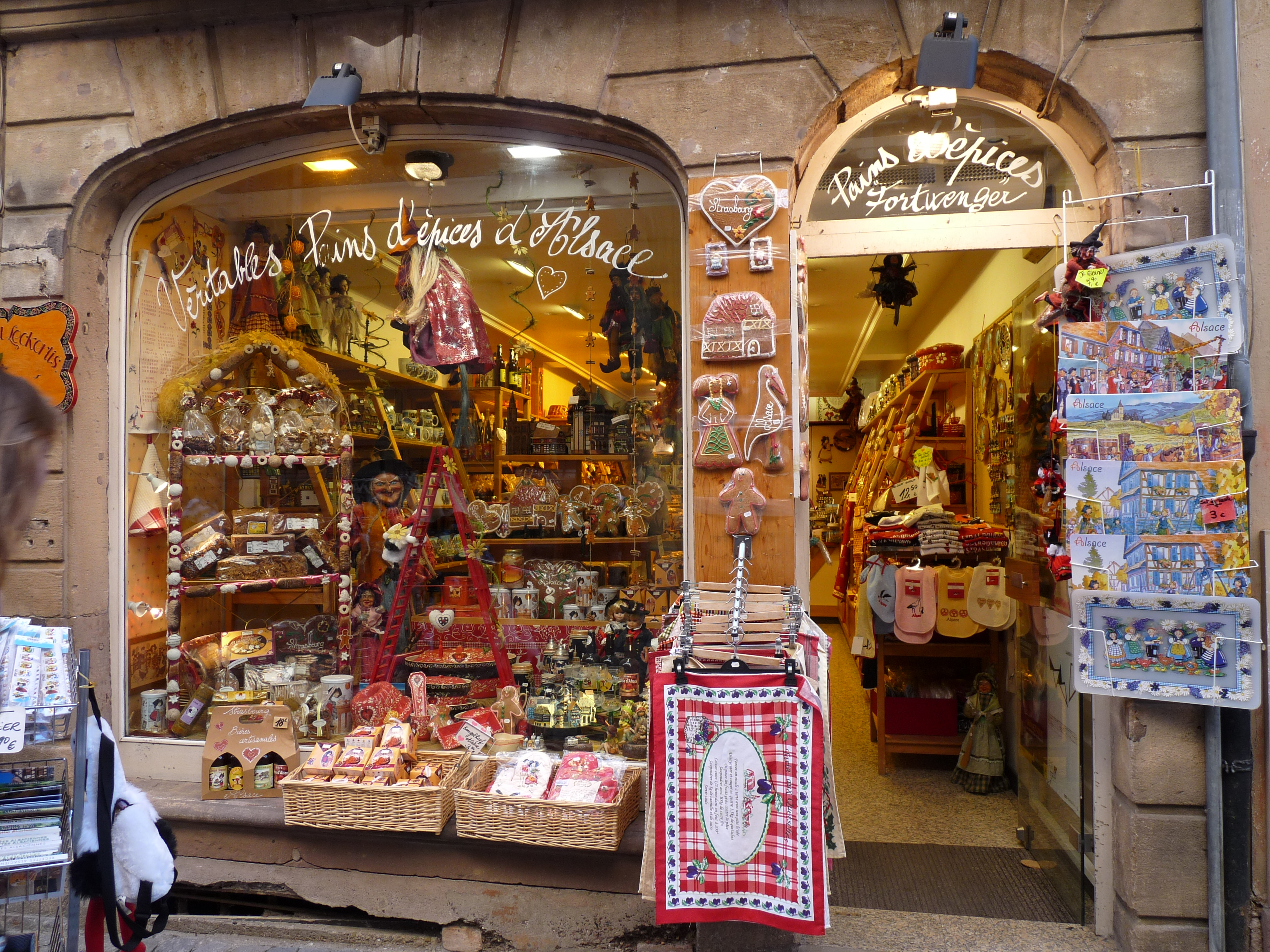
Tienda de pan de jengibre en Estrasburgo.

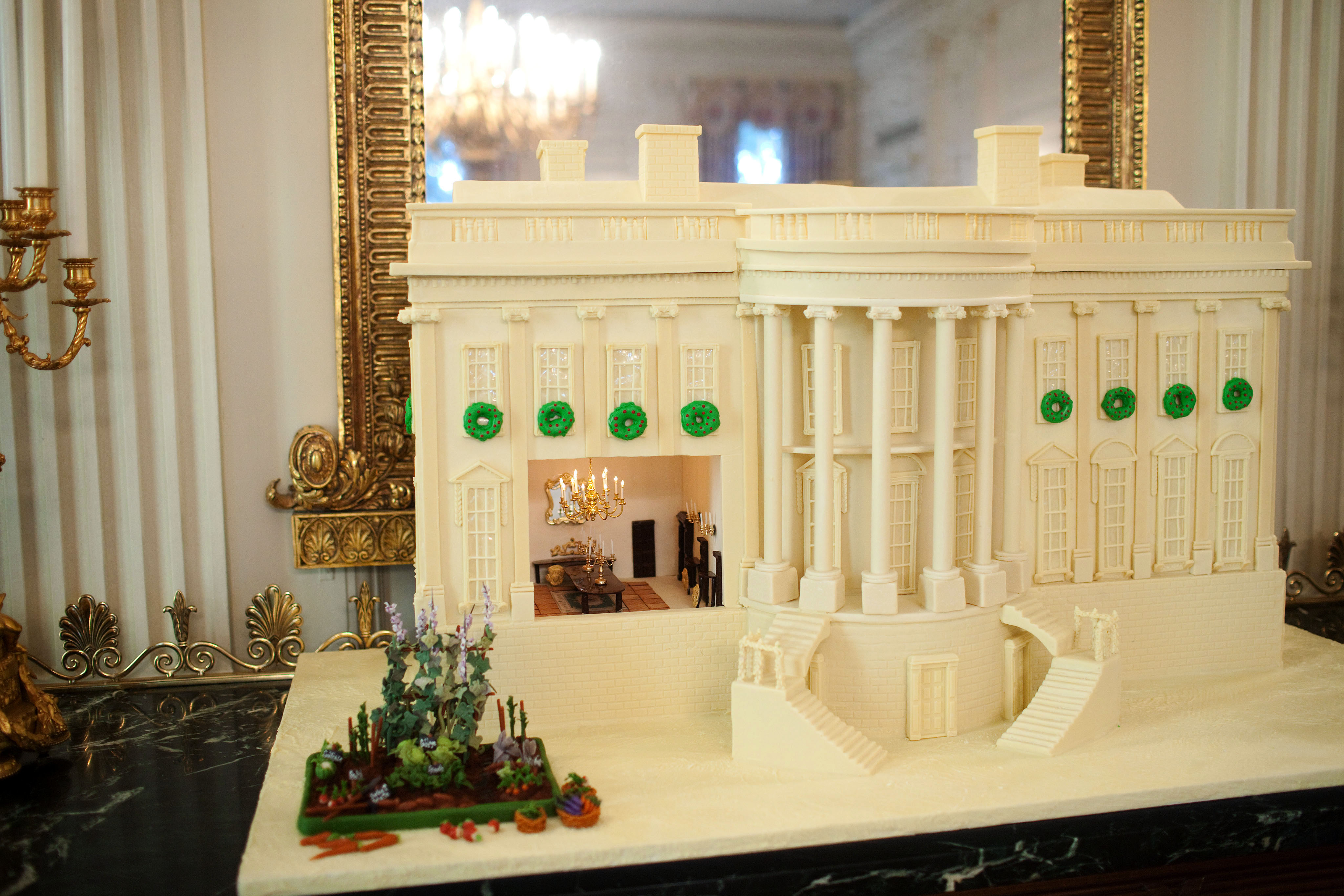
Réplica de la Casa Blanca hecha de jengibre y chocolate blanco.

En ciertos lugares de Europa la tradición ha continuado hasta el siglo XXI. En Alemania, los mercados de Navidad todavía venden pan de jengibre decorado antes de Navidad. (Lebkuchenhaus o Pfefferkuchenhaus son los términos alemanes para una casa de jengibre). En muchas familias preparar casas de jengibre sigue siendo una manera de celebrar la Navidad. Se construyen tradicionalmente antes de Navidad con piezas de pan de jengibre cocido al horno, con azúcar derretido. Las tejas pueden formarse mediante glaseado o dulces. El patio de la casa de pan de jengibre suele estar decorado con azúcar para representar la nieve.
Una casa de pan de jengibre no tiene que ser una casa, aunque es lo más común. Puede ser cualquier cosa desde un castillo a una cabaña pequeña, u otro tipo de edificio, tal como una iglesia, un museo de arte, u otros artículos, tales como coches u hombres de pan de jengibre.

## Galería

Casas de jengibre
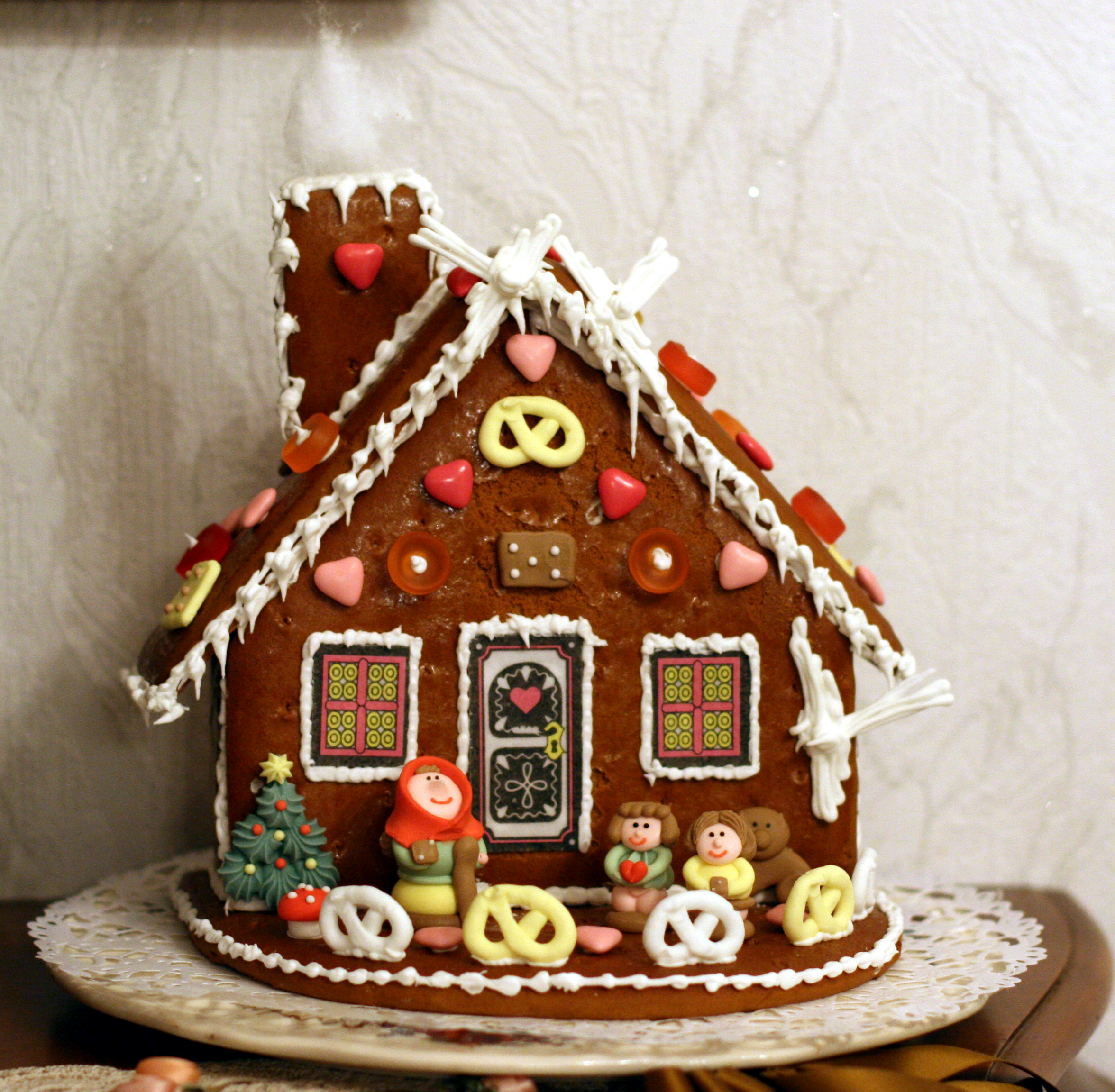
Casa de jengibre con caramelos
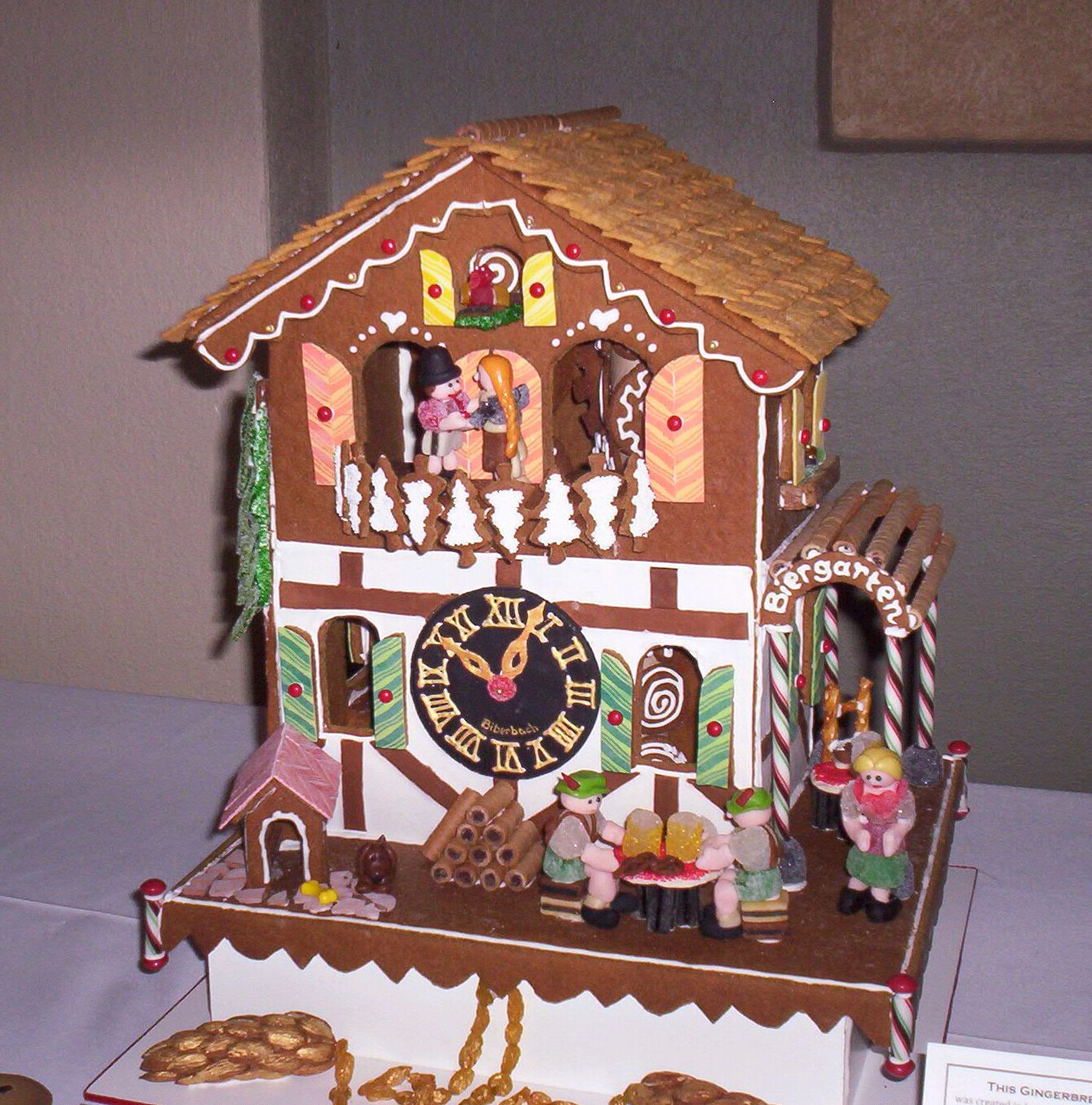
Una casa de pan de jengibre con decoraciones y dulces
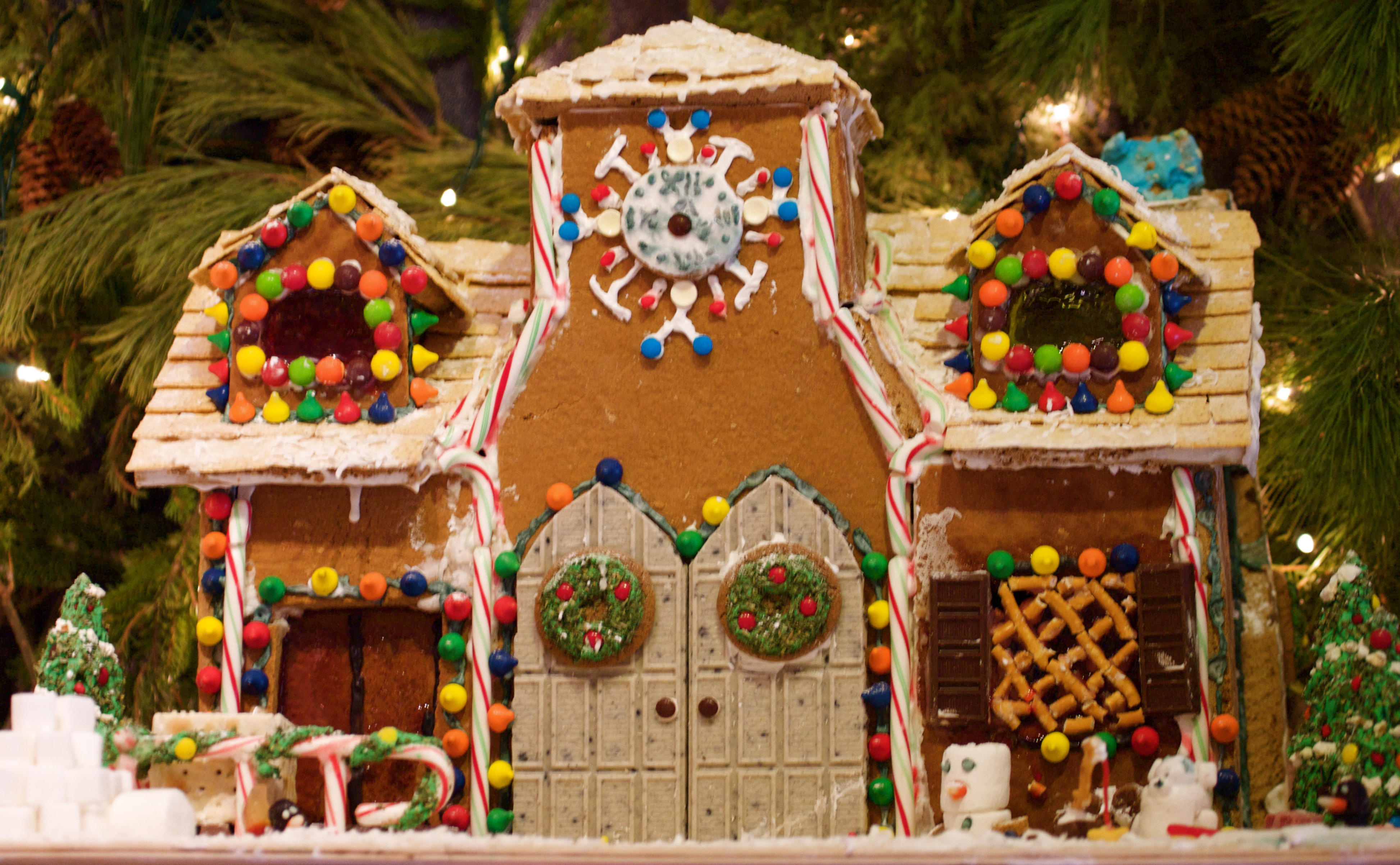
Casa de jengibre con puertas dobles
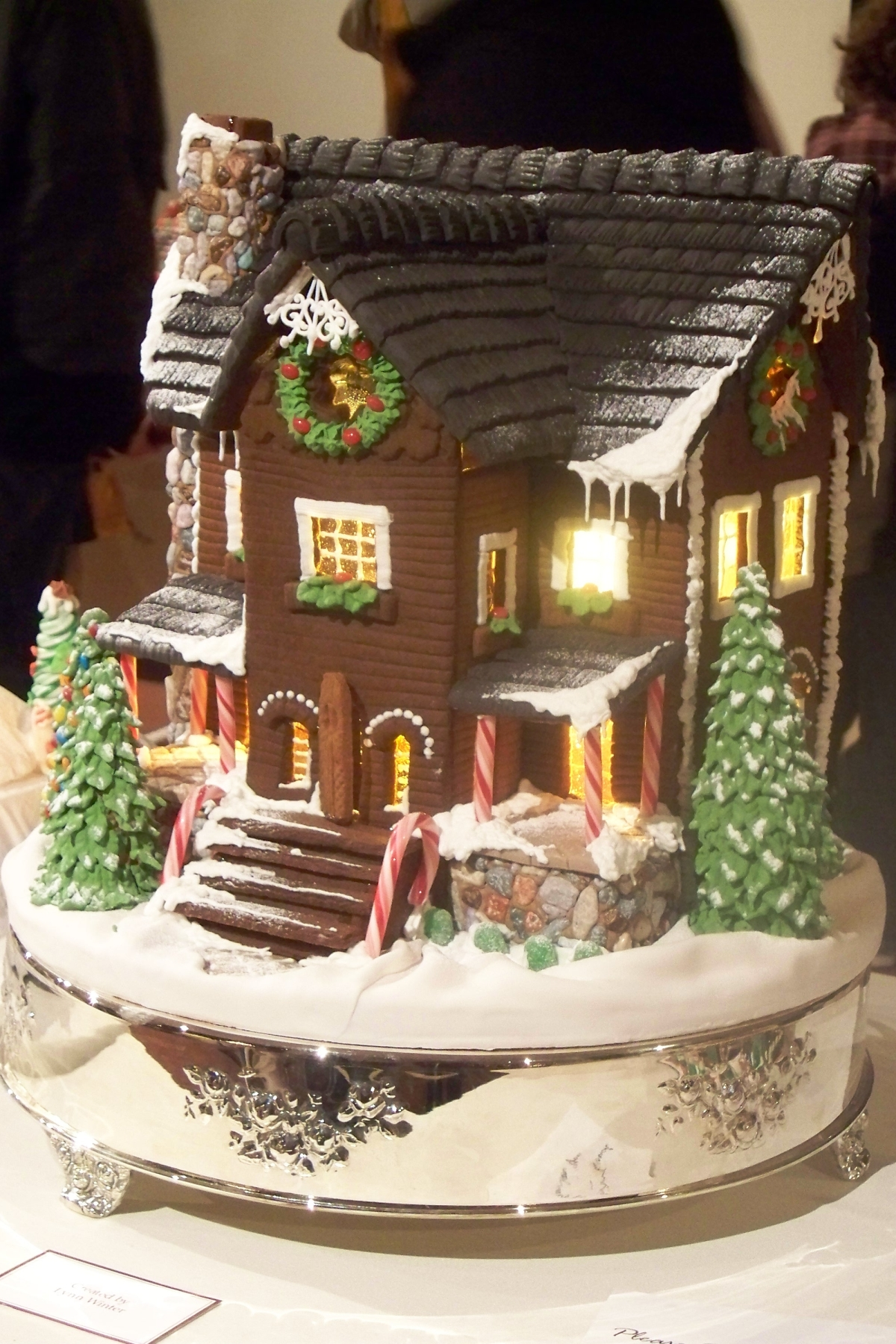
Casa de jengibre con escalones y árboles
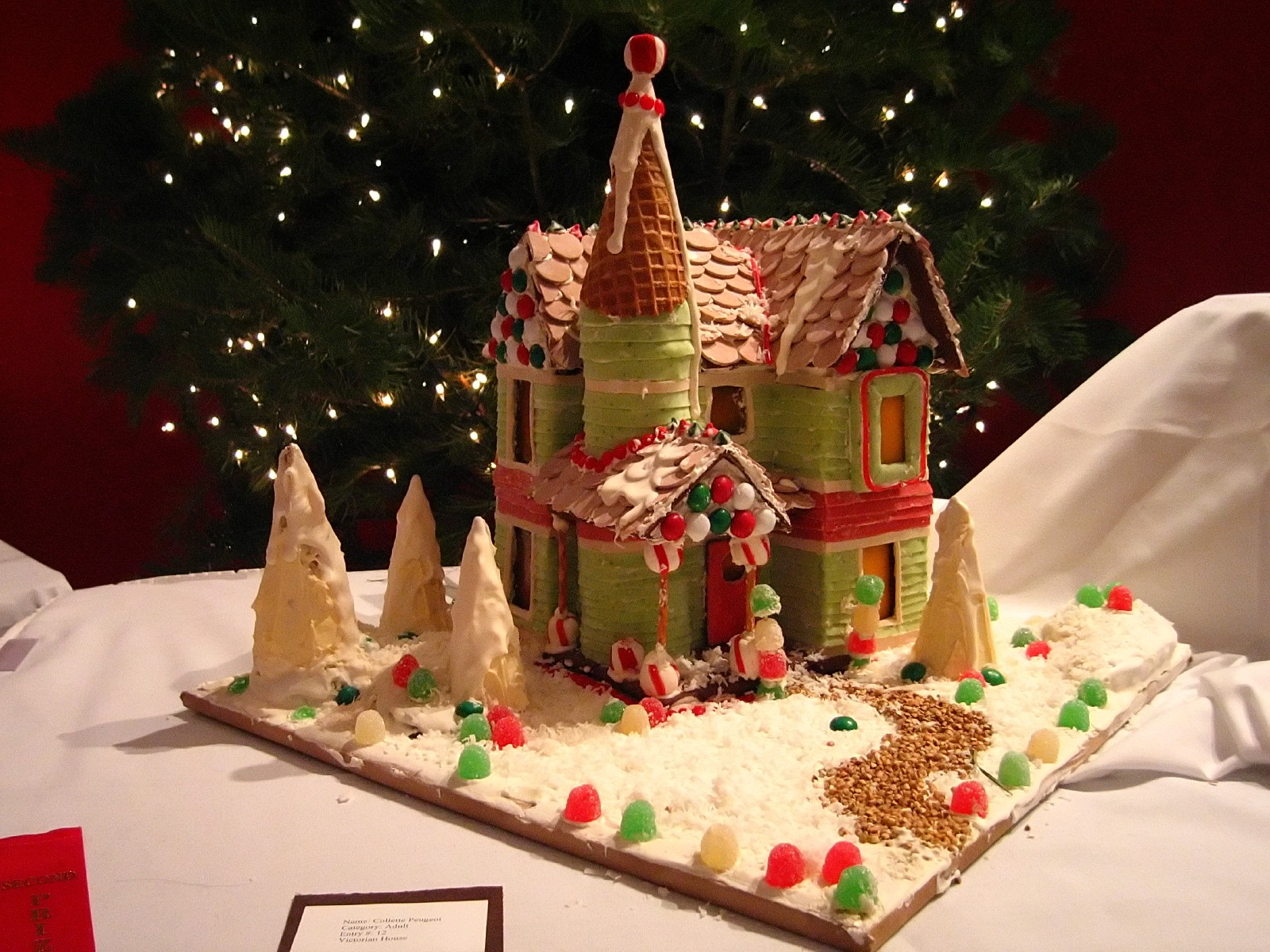
Casa de jengibre con camino
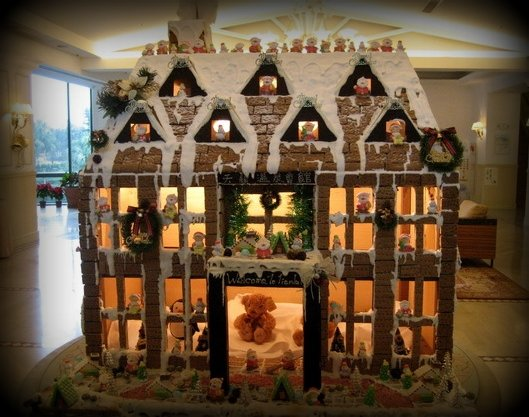
Casa de jengibre con iluminación
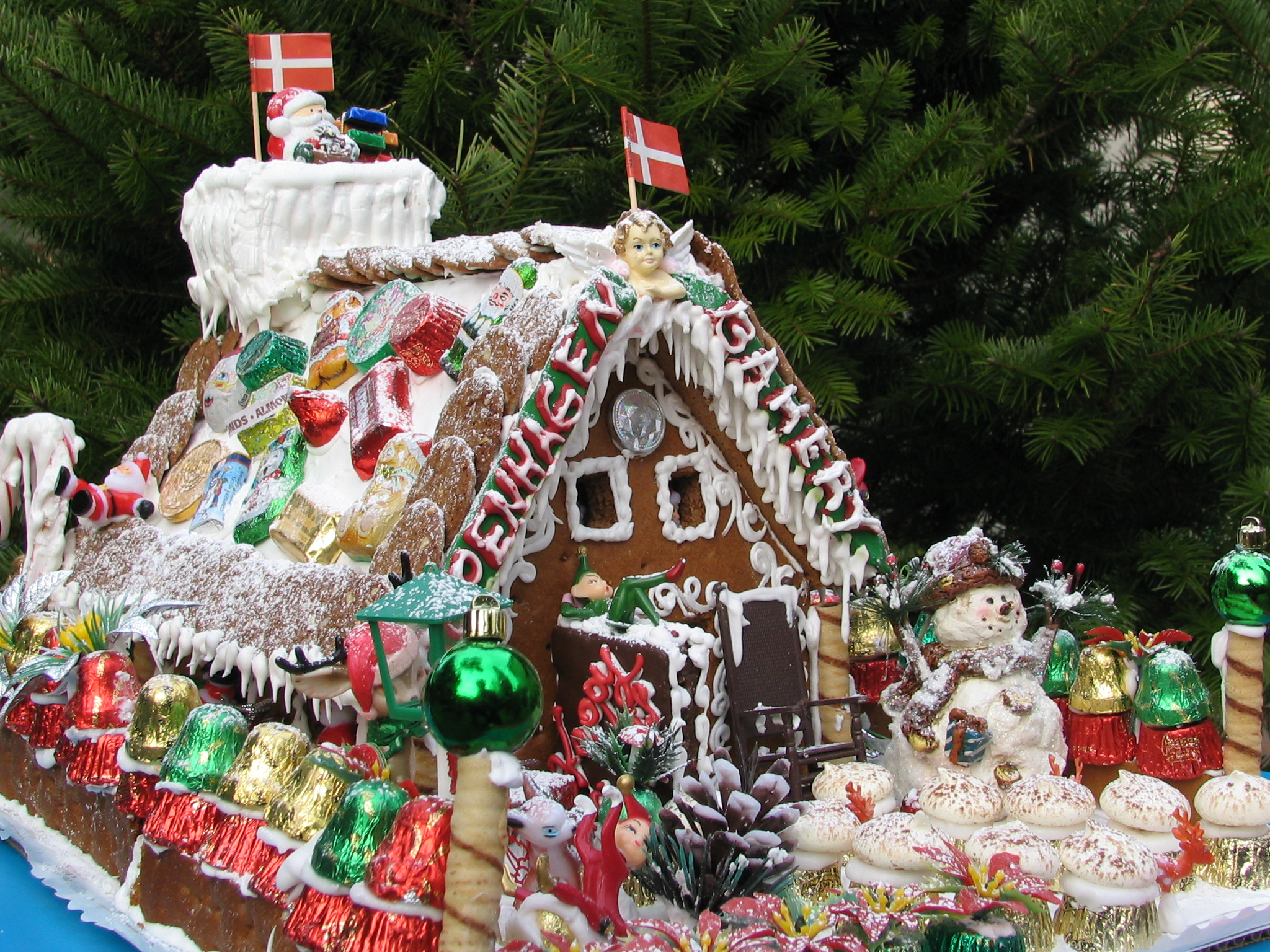
Casa de jengibre con muñeco de nieve